# Ernst Bertram (Schauspieler)
Ernst Bertram (28. April 1865 in Magdeburg – 7. Juni 1914 in Wiesbaden) war ein deutscher Theaterschauspieler.

## Leben
Bertram war der Sohn der Opernsänger Heinrich und Marie Bertram, der Opernsänger Theodor Bertram war sein jüngerer Bruder.
Bertram wandte sich dem Schauspiel zu und war an größeren Theatern wie Moskau, Köln, Breslau (Lobe- und Stadttheater), Magdeburg und Weimar meist als Bonvivant künstlerisch tätig. 1898 war er Mitglied des Nürnberger Stadttheaters, bis 1901 in Königsberg, danach in Hannover und seit 1908 in Wiesbaden.

## Rollen (Auswahl)
- Reif-Reiflingen – Reif-Reiflingen (Gustav von Moser)
- Schummerich –
- von Kalb – Kabale und Liebe (Friedrich Schiller)